# Algizar
Abū Jaʿfar Aḥmad ibn Ibrāhīm ibn Abī Khālid ibn al-Jazzār al-Qayrawani (895–979) ( en árabe: أبو جعفر أحمد بن أبي خالد بن الجزار القيرواني‎   ), fue un médico árabe musulmán del Siglo X que se hizo famoso por sus escritos sobre la medicina islámica .Nació en Qayrawan, Túnez .Fue conocido en Europa con el nombre latinizado de Algizar .

## Biografía
La biografía de Ibn Al Jazzar la conocemos solo por el médico andaluz Ibn Juljul y él solo la conoció por su alumno Ibn Bariq, quien fue a Qayrawan, Túnez a aprender medicina. Los escritores de Tabakates o "clases de hombres famosos" generalmente consideraban escribir solo para Faquih, los benefactores y los santos. La información que tenemos sobre Ibn Al Jazzar es de segunda mano, o está incompleta o es controvertida.
Ahmed Ben Jaafar Ben Brahim Ibn Al Jazzar nació en Qayrawan alrededor del 895 y murió alrededor del 979. Vivió unos 84 años. Estaba casado, aunque no tenía hijos. Había aprendido el Corán en kuttab durante su juventud. También aprendió gramática, teología, fiqh e historia en la mezquita Okba Ibn Nafaa. Había aprendido medicina de su padre y su tío, que eran médicos, y de Ishaq Ibn Suleiman (Isaac Ben Salomon), un médico de Qayrawan.
La existencia de un hospital en Kairouan no está probada. La enseñanza la imparten los propios médicos a domicilio. Este es el caso de Ibn Al Jazzar. Él mismo dijo en la conclusión de su libro Zad Al Mussafir (Viático), estaría disponible en casa para sus alumnos al final de su consulta diaria.
La enseñanza era oral. El papel no estaba muy difundido en el siglo IX, los rollos eran raros y caros. Ibn Al Jazzar tenía una biblioteca rica en 25 quintales, según parece. Esta cifra parece exagerada. El quintal en esa época equivalía a 50 kg según algunos y 25 kg según otros. Estos libros no eran solo de medicina, sino también de otras disciplinas.
Ibn Al Jazzar era tranquilo y silencioso. No asistió a funerales ni bodas, y no participó en festividades. Tenía un gran respeto por sí mismo. Evitó compromisos, no asistió a la corte ni a los miembros del régimen, tomando así el ejemplo de Fouqaha de la época. Esto puede explicar el hecho de que cuando trató al hijo de Cadhi Al Nooman, se negó a recibir como regalo un traje de 300 mithkals. Fue por respeto al Emir que no se había dado cuenta de su deseo de visitar Andalucía, las relaciones entre los dos gobiernos de Mahdia y Córdoba eran tensas. También es por respeto al Emir que no comenzó su peregrinaje a La Meca a pesar de su fuerte deseo de hacerlo. El Emiriíta y, con fines políticos y ceremoniales, crea barreras para los peregrinos y los obliga a pasar por Mahdia y pagar un peaje.
Pero iba todos los viernes a Mahdia al tío del Emir El Moez Lidin Allah, con el cual tenía una amistad. Durante el calor del verano, fue a Monastir y vivió en un ribat con valientes soldados que vigilaban los límites. Ibn Al Jazzar preparaba él mismo las medicinas y hacía servirlas a un ayudante que se paraba en el vestíbulo de la casa, y que cobraba los honorarios de las consultas. No sabemos el importe de una consulta o una visita en su domicilio, pero sabemos que a su muerte Ibn Al Jazzar dejó 24.000 dinares de oro. El dinar aglabí pesaba 4,20 gramos

## El Viático
Ibn Al Jazzar escribió varios libros. Hablaban de la gramática, la historia, la jurisprudencia, la prosodia, etc. Muchos de estos libros, citados por diferentes autores, se han perdido. El libro más importante de Ibn Al Jazzar es Zad Al Mussafir (El Viático). Traducida al latín, griego y hebreo, ha sido copiada, recopiada e impresa en Francia e Italia en el siglo XVI. Fue adoptado y popularizado en Europa como un libro para la educación clásica en medicina. Este libro es una recopilación como el Canon de Avicena, una mezcla de medicina y filosofía. Avicena no era médico, pero Ibn Al Jazzar sí lo era, y su libro fue útil.
Es un manual de medicina de pies a cabeza, diseñado para la enseñanza clínica. No encontramos ni anatomía ni filosofía. Hay lecciones escritas después del curso, como lo señala el autor en la conclusión de su libro. Esto se puede ver por las repeticiones que se encuentran en ellos. El autor nombra la enfermedad, enumera los síntomas conocidos, da el tratamiento y en ocasiones indica el pronóstico. A menudo citaba en referencia los nombres de autores extranjeros, como para dar importancia a su tema, o por integridad intelectual para justificar los préstamos.
Debido a que al-Razi Muhammad ibn Zakariya al-Razi le precedía unas décadas y como Ibn Al Jazzar había adoptado en el Viático el mismo estilo que "El Hawi" (El Continente: Quien se abstiene voluntariamente de los placeres carnales) de al-Razi pero más elaborado y más conciso, muchos postulan que los trabajos de al-Razi le fueron presentados a Ibn Al Jazzar a una edad muy temprana. Esto es poco probable, porque en El Viático no separa el sarampión de la viruela, que fue una innovación de al-Razi. Y entre los médicos a los que suele referirse como Galeno, Hipócrates, Dioscórides, Refus, Tridon, Fergorius, Aristóteles e Ibn Suleiman Isaac Israeli ben Solomon, no menciona a al-Razi. Los libros de estos autores debieron haber existido en Túnez en ese momento. Túnez estuvo en constante contacto con Roma, Atenas y Bizancio por el gran tamaño de su economía y la posición de Túnez en medio del mar Mediterráneo.
No podemos hablar de Ibn Al Jazzar sin mencionar al traductor de sus libros: Constantino el Africano .

## Obras de su autoría
Su obra principal fue Zād al-Musāfir .
También tenía algunos libros sobre medicina geriátrica y sobre la salud de los ancianos (Kitāb Ṭibb al-Mashāyikh)  o (Ṭibb al-Mashāyikh wa-ḥifẓ ṣiḥḥatihim). También un libro sobre los trastornos del sueño y otro sobre el olvido y cómo fortalecer la memoria (Kitāb al-Nisyān wa-Ṭuruq Taqwiyat al-Dhākira) y uno sobre el Tratamiento de las causas de la mortalidad (Risāla fī Asbāb al-Wafāh) .
También tenía otros libros sobre pediatría, fiebres, trastornos sexuales, medicina de los pobres, terapéutica, coriza, trastornos estomacales, lepra, drogas separadas, drogas compuestas, y esto se suma a sus libros en otras áreas de la ciencia, por ejemplo, historia, animales y literatura.